# ریسین (ویسکانسین)
ریسین، ویسکانسین  (به انگلیسی: Racine) شهری در شهرستان رسین ایالت ویسکانسین است که در سال ۱۸۴۸ بنیان‌گذاری شده‌است. این شهر طبق سرشماری سال ۲۰۱۰ میلادی ۸۲٬۱۹۶ نفر جمعیت داشته‌است.